# Marie Smith Jones
Marie Smith Jones (14 mai 1918 – 21 janvier 2008) était la dernière locutrice de la langue eyak. Elle était également la cheffe de la Nation Eyak, qui vit dans le sud de l’Alaska. Elle épousa un pêcheur blanc, William F. Smith, le 5 mai 1948. Mais aucun de ses neuf enfants n'apprit l'eyak à cause de la stigmatisation sociale associée à cette langue à l'époque. Comme beaucoup d'Amérindiens, elle souffrit d'alcoolisme mais cessa complètement de boire dans les années 1950. Elle déménagea à Anchorage dans les années 1970. 
Elle avait participé, entre 2000 et 2005, à l’élaboration du « Eyak Language Project », projet visant à créer un mode d’apprentissage de la langue eyak accessible à tous. Elle travailla avec le linguiste Michael Krauss qui créa un dictionnaire et une grammaire de la langue. 
La dernière personne avec qui elle échangeait en eyak mourut dans les années 1990. Après cela, Marie Smith Jones s'investit pour la défense des langues indiennes et la protection de l'environnement. Elle s'exprima deux fois aux Nations unies.